# Over to You: Ten Stories of Flyers and Flying
Over to You: Ten Stories of Flyers and Flying è una raccolta di brevi racconti scritta da Roald Dahl, pubblicata per la prima volta nel 1946 dalla casa editrice Reynal & Hitchcock. 
Dopo il fiasco commerciale e stilistico de I Gremlins, Dahl ritorna ai temi con cui aveva conquistato il pubblico statunitense: i suoi ricordi di aviatore della RAF durante la guerra. Molte delle storie nel libro trattate, infatti, non sono altro che resoconti romanzati di esperienze da lui davvero vissute, come si dedurrà dall'autobiografia In solitario. Diario di volo. Il racconto Attenti al cane diverrà, nel 1964, il soggetto per il film 36 Hours, sceneggiato dallo stesso Dahl. Curiosamente, uno dei racconti,Someone Like You, porta il nome del libro successivo dell'autore.
Il volume comprende 10 racconti:
- Morte di un uomo vecchissimo (Death of an Old Old Man)
- Racconto Africano (An African Story)
- Un Gioco da Ragazzi (A Piece of Cake)
- Madame Rosette (Madame Rosette)
- Katina (Katina)
- Ieri era bello (Yesterday Was Beautiful)
- Loro non invecchieranno (They Shall Not Grow Old)
- Attenti al cane (Beware of the Dog)
- Solo questo (Only This)
- Uno come te (Someone Like You)

## I racconti
- Morte di un uomo vecchissimo, apparso precedentemente sul Ladies Home Journalè nel settembre del 1945, è il monologo di Charlie, un giovane aviatore inglese, nel suo turno di perlustrazione del cielo. Confessa di essere, negli ultimi tempi, preda di improvvisi attacchi di paura, di consapevolezza che prima o poi morirà, forse non subito, ma morirà; colpito dai nemici, precipitato per un guasto, suicida. Mentre è preso da questi cupi pensieri, scorge all'orizzonte un aereo tedesco. Dopo un interminabile combattimento, entrambi si colpiscono e precipitano. Charlie riesce a salvarsi lanciandosi dall'aereo con il paracadute, ma vede con orrore che il nemico è riuscito a fare lo stesso; sa che, appena atterrati, dovrammo di nuovo combattere fra loro, stavolta a mani nude. Non solo cadrà in acqua, ma un attacco di paura si rimpossessa di lui; il tedesco lo spinge sotto, affogandolo, senza che Charlie opponga resistenza, non trovando ragioni giuste per combattere. Raggiunge così l'agognata quiete che alle sue paure pone fine.
- In Racconto africano un giovane inglese che vive in Kenya si arruola nella RAF allo scoppio della seconda guerra mondiale. Dopo il corso di addestramento, parte col suo aereo diretto a Eldoret, per un giro di perlustrazione, ma è costretto ad un atterraggio di emergenza su un altopiano. Nelle vicinanze nota una capanna, abitata da un vecchio contadino, che lo ospita cordialmente per i due giorni successivi, fino a quando un altro aereo non atterrò in suo soccorso per riparare il motore in panne. L'anziano signore, durante il secondo giorno, gli aveva raccontato una strana storia da lui vissuta, che il pilota nei giorni successivi, colpito dalla sua singolarità, trascrive. Qualche settimana dopo, il giovane precipita col suo aereo, morendo. La storia da lui scritta viene quindi pubblicata da un altro pilota, che l'ha trovata fra i suoi affetti personali. Il vecchio contadino era aiutato da un ragazzo, Judson, un mezzo idiota che ha da poco ucciso il suo cane perché non poteva sopportare il suo leccarsi la zampa. L'uomo ha l'occasione di vendicarsi quando, di notte, vede un grosso mamba nero avvicinarsi alla sua mucca e succhiarle il latte. L'episodio accade per tutte le notti successive. Così dice a Judson che il ladro del latte è un ragazzo, e gli ordina si sdraiarsi a fianco della mucca, quella notte, e di attendere l'arrivo del ladruncolo. Quando il mamba arriva, Judson non ha neppure il tempo di scappare: il serpente lo colpisce in pieno petto. Intanto il vecchio è alla finestra e si gode l'intera scena.
- In Un gioco da ragazzi un giovane aviatore si risveglia in un ospedale in seguito ad un incidente aereo nel quale aveva perso la vista, i denti e il naso. Il racconto si basa su una discontinua serie di flashback, deliri visivi causati dalla morfina che i medici propinano al protagonista per placare il dolore per le ferite, e brevi istanti di risveglio e consapevolezza.
- Protagonisti di Madame Rosette sono Il Bue e Il Burba, due piloti della RAF in missione in Egitto ma, nel racconto, durante il loro giorno feriale.  I due soggiornano presso il Metropolitan Hotel, un lussuoso palazzo al centro della città de Il Cairo, che lasciano nel pomeriggio per andare in cerca di donne per una fugace avventura notturna. Durante la "caccia" entrambi restano incantati dalla bellezza di una ragazza venditrice di occhiali da sole che incontrano sulla strada. Entrati in un bar per rinfrescarsi con della birra, Il Burba racconta al Bue di Madame Rosette, un'anziana signora che ha uno strano traffico di ragazze: basta chiamarla e riferirle il nome della donna con cui vorresti passare la serata e lei in breve te la procura;a un prezzo, naturalmente. Così Il Bue telefona alla signora e “ordina” la ragazza venditrice di occhiali da sole per quella sera. Ma a questo punto il Burba gli spiega più realisticamente le retrospettive di Madame Rosette: infatti invia i suoi scagnozzi a cercare la ragazza prescelta e, una volta trovata, le offre sempre più denaro fino a che non accetta e non si presenta all'appuntamento prescelto. A questo punto la ragazza è entrata in un tunnel senza via di fuga. Da ora in poi Madame Rosette controllerà la sua vita, entrerà a far parte della schiera delle sue cagne, sotto minaccia di spifferare tutto al suo datore di lavoro o ai suoi genitori. Il Bue è colto da una forte pena per quelle povere ragazze, e i programmi serali cambiano: le libereranno. Assieme a William, un altro pilota che hanno conosciuto quel pomeriggio,  si presentano alla residenza di Madame Rosette fingendosi degli ufficiali e facendosi accogliere nel suo studio, per poi imprigionarla lì dentro e scortare le quattordici ragazze in un posto sicuro. Sarà solo quando sono arrivati nei pressi di un bar che i tre svelano la loro sceneggiata e che altro non sono che dei semplici avieri. Festeggiata la liberazione delle ragazze nel bar, infine le riportano a casa, ma non prima di essersi appuntati i numeri di telefono di tutte e quattordici...
- Katina narra la storia di una bambina greca - Katina, appunto – rimasta orfana durante un bombardamento dei tedeschi sulla sua città e adottata da un gruppo di piloti della RAF. Nonostante l'affetto e le attenzioni da parte dei suoi nuovi genitori, Katina sarà tragicamente uccisa durante un assalto dei bombardieri tedeschi alla base di volo della RAF. Il racconto, oltre alla commovente storia della bambina, offre numerose e minuziose descrizioni delle battaglie aeree svolte dai protagonisti, battaglie che sono le stesse vissute da Dahl durante la seconda guerra mondiale a bordo del suo aereo della RAF, come si dedurrà dalla sua autobiografia In Solitario. Diario di Volo. Si può quindi dire che Katina è la sola componente esterna di uno stralcio di vita vissuta.
- In Ieri era bello un pilota si ritrova, dopo essersi lanciato col paracadute dal suo aereo colpito, in un paesino bombardato e distrutto dai tedeschi. Si trova su un'isola e ha bisogno di una barca per tornare a terraferma nella sua base. Ma la città è deserta, e non sa a chi chiedere. Proprio quando sta perdendo le speranze, incontra un anziano greco seduto accanto ad un abbeveratoio. Alla sua domanda su chi chiedere per una barca, il vecchio gli indica l'uomo che ne possiede una: Ioannis Spirakis. La casa è a pochi metri da lì, dice, ma lo avverte che sua figlia, Maria, è morta quello stesso giorno durante l'assalto dei tedeschi. Il pilota è accolto dalla moglie di Ioannis che, invece, è fuori. Dopo una breve e intensa testimonianza della donna sul dramma a cui è costretta, lo porta dal marito: Ioannis altri non è che il vecchio seduto a fianco all'abbeveratoio con cui prima il pilota aveva parlato.
- Loro non invecchieranno narra la strana esperienza vissuta da Fin, un pilota della RAF, durante un suo giro di perlustrazione a bordo del suo Hawker Hurricane. Scomparso per due giorni, fino ad essere creduto ucciso da un caccia tedesco, ritorna alla hangar, convinto, invece, di aver impiegato esattamente un'ora e cinque minuti per compiere la missione. La notizia fa il giro della base e, nonostante ognuno cerchi di trovare una propria risposta allo strano avvenimento, per molti giorni resta un mistero. Sarà lo stesso Fin, osservando un aereo precipitare al suolo durante un combattimento aereo in cui prende parte qualche giorno dopo, a ricordare esattamente cosa accadde durante la sua perlustrazione. Tornato alla base, spiega agli altri piloti attoniti che mentre volava entrò in un'enorme nuvola bianca e spessa; in breve divenne talmente spessa da non riuscire a vedere neppure le ali dell'aereo, niente a un palmo dal vetro. Preoccupato dalla visibilità nulla, decise di perdere quota ma, nonostante questo la nuvola continuava a restare. Scese a novanta, ottanta, settanta, seicento metri, ma la nube era sempre lì attorno a lui. Ad un tratto ebbe la sensazione che non ci fosse né cielo, né terra, né mare, ma solo quella nuvola, in ogni direzione. Così si gettò in picchiata verso il suolo. Nonostante avrebbe ormai dovuto schiantarsi, il suolo non c'era. L'aereo continuava la picchiata, immerso nella nuvola. Ad un tratto una luce accecante irradiò l'aereo. La nuvola scomparve per dare spazio ad un cielo azzurrissimo. In lontananza una lunga fila nera di aerei, lentamente, seguendo lo stesso percorso, virava e atterrava su di una valle. il proprio aereo, senza che egli lo pilotasse, lo portò fra loro. Notò che tutti piloti si salutavano fra loro e lui fece altrettanto; la gioia che provava, dice, era inumana e indescrivibile, tutto era perfetto e magnifico. Ma quando fu il suo turno di atterrare, l'aereo uscì dal gruppo e, a tutta velocità, si allontanò. Vani furono i tentativi disperati di Fin di riprendere i controlli dell'aereo e ritornare al gruppo; in breve si ritrovò nella stessa nuvola di prima, infine diretto verso la base, nella più completa dimenticanza di tutto ciò che era accaduto. Qualche giorno dopo, Fin verrà colpito da un caccia tedesco e precipiterà col suo aereo al suolo; “sono un bastardo fortunato; davvero, davvero fortunato”  dirà con ricetrasmittente agli altri prima di schiantarsi.
- Attenti al cane, pubblicato originariamente nell'ottobre del 1944 sul Harper's Magazine, narra la storia di Peter Williamson, un pilota della RAF, colpito a una gamba durante una battaglia aerea svolta mentre era in ricognizione nei pressi della base. Al suo ritorno all'hangar, però, la ferita comincia a dolergli sempre più, fino a che gli diviene difficile non perdere i sensi. comprendendo la difficoltà della situazione, si lancia col paracadute dall'aereo, quindi può finalmente svenire. Si risveglia in un ospedale: gli hanno amputato la gamba ferita e ora è in convalescenza lì. Sia la infermiera che il dottore si dimostrano subito disponibili e attenti ai bisogni del pilota, offrendogli tutto ciò che desidera e comprendolo di attenzioni; ma William è insospettito da dei rumori di aerei che talvolta sente rombare fuori. È sicuro che ci tratti di Junkers Ju 88, i bombardieri tedeschi, ma è subito smentito dalla infermiera, spiegandogli che sono solo degli aerei di linea. Eppure il pilota continua ad essere certo che si trattino di Ju-88, e questo suo dubbio si fa sempre più latente e insistente man mano che i giorni passano fino a che, una mattina, preso da uno strano presentimento, si avvicina alla finestra della sua camera; ai suoi occhi una sconcertante scoperta: nascosto dietro un cespuglio vi è un cartello Garde au chien; attenti al cane, in francese. Tornato al suo letto, capisce di non trovarsi in Inghilterra, come gli aveva l'infermiera, ma in Francia, la Francia di Vichy, alleata coi tedeschi: spiegato il perché dei rombi dei Junkers Ju 88. In realtà è tutta una trappola. "Se vi catturano, ricordatevi: solo nome, grado e matriola. Nient'altro. Per l'amor di Dio, nient'altro"; così li aveva istruiti l'ammiraglio. Così, quando riceve la visita di un "ufficiale della RAF", come lo presenta l'infermiera,  un affabile uomo di mezza età, di risposta alla sua domanda "qual era la sua squadriglia?" Ripete meccanicamente "mi chiamo Peter Williamson. Grado: caposquadriglia. Matricola: nove sette due quattro cinque sette."
- In Solo questo un'anziana signora immagina, durante una notte combattuta da suo figlio contro i tedeschi, di essere al suo fianco nell'aereo e, in un certo qual modo, di aiutarlo nel combattimento. Ma le sue stesse fantasie divengono a poco a poco un incubo: il loro aereo viene colpito ed entrambi morranno fra le fiamme e il fumo dell'abitacolo. In realtà il figlio uscirà vittorioso dalla battaglia, assieme agli altri piloti della RAF, mentre la madre è morta di spavento per le sue stesse preoccupazioni.
- Uno come te è una riflessione in forma di dialogo fra due piloti sulla casualità e l'altalenante susseguirsi fra fortuna e sfortuna nella guerra.

## Edizioni
- Reynal & Hitchcock, 1946, USA.
- Hamish Hamilton, 1946, Gran Bretagna.
- Roald Dahl, Roald Dahl, tutti i racconti, traduzione di Alba Barriffi, Massimo Bocchiola, Fabrizio Cocco, Luisa Corbetta, Giovanni Garbellini, Paola Uberti del Freo, Attilio Veraldi, La Gaja Scienza, Longanesi, 2009,  pp.825.